# Cities: Skylines
Cities: Skylines — відеогра в жанрі містобудівного симулятора, розроблена фінською компанією Colossal Order та видана Paradox Interactive 10 березня 2015 року. Головним завданням гравця є будівництво та розбудова власного міста (від маленького поселення й до великого мегаполісу): розміщення доріг та районів, організація міських служб та громадського транспорту, налаштування заміських сполучень (аеропорт, залізничний транспорт тощо). Також, при розбудові міста, гравцю треба належним чином підтримувати стан зайнятості, потік автомобільного трафіку, задоволення проживання громадян, бюджет міста та інше.
Після виходу, до Cities: Skylines було розроблено одинадцять офіційних доповнень («After Dark», «Snowfall», «Match Day», «Natural Disasters», «Mass Transit», «Concerts», «Green Cities», «Parklife», «Industries», «Campus» та «Sunset Harbour»), декілька розширень та випущено безліч користувацьких модифікацій. Останнє доповнення до відеогри було випущено 26 березня 2020 року під назвою «Sunset Harbour», воно поліпшило систему транспорту та додало нову рибальську індустрію, разом із доданням нових споруд та п'ятьох нових мап.
21 квітня 2017 року Cities: Skylines випущена на Xbox One, а 15 серпня 2017 року була портована на PlayStation 4. 13 вересня 2018 року відеогра стала доступною для придбання на гральній консолі Switch. 

## Ігровий процес
Як і в більшості ігор містобудівного жанру, в Cities: Skylines головним завданням гравця є будівництво власного міста. Він займається плануванням зон забудови, розміщенням доріг, оподаткуванням, організовує роботу міських служб та громадського транспорту. Під час цього гравцеві потрібно підтримувати рівень бюджету міста, населення, здоров'я, щастя, зайнятості, забруднення довкілля (повітря, води і ґрунту), потік автомобільного трафіку й інших чинників.
Гра починається з ділянки землі площею 4 км² (2 на 2 кілометри), невеликого запасу грошей і набору початкових інструментів планування. Карта являє собою ділянку суші з можливим доступом до моря або іншими водними ресурсами. На ній вже розташовані основні автомагістралі та залізничні шляхи, через які в місто гравця будуть прибувати нові мешканці.
Гравець позначає зони забудови (житлові, комерційні та промислові райони), організовує прокладку доріг, водопроводу і каналізації, електрифікує місто. Поступово, з розвитком міста і зростанням населення, стають доступні нові будівлі (школи, лікарні, поліцейські і пожежні ділянки, звалища) та нові інструменти (контролювання витрат і доходів, створення районів). За допомогою інструментів створення і управління районами гравець може об'єднувати частини міста в єдині райони і задавати цим районам різні політики (наприклад, підтримка малого бізнесу або підвищення податків для населення). Промислових районів можна задавати різні спеціалізації (сільське господарство, гірничорудна промисловість тощо).
Будинки в місті мають різні рівні розвитку, які підвищуються при виконанні певних вимог (підвищення якості обслуговування, рівня освіти чи охорони здоров'я).
Зі збільшенням міста гравець може купити 8 сусідніх ділянок землі, на яких він може продовжити будівництво. Для організації пересування жителів у великому місті існує можливість створення системи міського громадського транспорту (автобуси, електропоїзди і метро). Своє місто можна з'єднати з іншими містами держави за допомогою залізничного сполучення, повітряних перельотів або морського транспорту. Це забезпечить розвиток торгівлі і приплив туристів.
Гра відкрита для модифікацій — у гру вбудований API для створення модів на С#. Користувачі можуть додавати нові моделі будівель і транспорту, а також змінювати сам процес гри (збільшити допустиму ігрову зону, змінити ігровий вид на вид від 1 особи, автоматизувати деякі елементи гри).
Як і більшість ігор цього жанру, Cities: Skylines не має будь-якої кінцевої мети, і гравець може розвивати своє місто без жодних часових обмежень.

## Розробка
Розробка гри велася студією Colossal Order за участю 13 осіб. За основу брався графічний рушій гри Cities in Motion — транспортного та економічного симулятора. По суті, ігровий процес було сильно розширено, аби мати можливість з нуля будувати будівлі та дороги. Розробка симулятора почалася ще у 2009 році та йшла доволі повільно, це було викликано в загальному скептичними настроями щодо продажів майбутньої гри, оскільки на ігровому ринку домінувала серія відеоігор SimCity. Однак продаж її останньої версії у 2013 році обернулася повним провалом, що дало зелене світло проєкту Cities: Skylines.

### Після виходу
13 вересня 2018 року відеогра стала доступною на гральній консолі Switch, разом із двома доповненнями до неї, After Dark та Snowfall. Cities: Skyliness стала першою грою випущеною компанією Paradox Interactive на консолі Switch.

## Доповнення
|    | Назва               | Дата випуску      | Опис |
| -- | ------------------- | ----------------- | --- |
| 1  | After Dark          | 24 вересня 2015   | Вперше анонсовано на Gamescom 2015. After Dark додає нові унікальні споруди, а також збільшує взаємодію гравця з туризмом в грі. Доповнення вийшло разом із безкоштовним оновленням, яке додає зміну дня та ночі. |
| 2  | Snowfall            | 18 лютого 2016    | Snowfall додає сніг та інші елементи пов'язані із зимою, а також додає трамваї. Разом із доповненням вийшло безкоштовний патч, який додає до гри редактор карт. |
| 3  | Natural Disasters   | 29 листопада 2016 | Анонсовано на Gamescom 2016. Natural Disasters додає стихійні лиха, а також рятувальні служби, бункери для захисту від катастроф тощо. З-поміж іншого було додано редактор сценаріїв та радіо, яке можна прослуховувати граючи в гру. |
| 4  | Mass Transit        | 18 травня 2017    | Доповнення Mass Transit було анонсовано в лютому 2017 року. В цілому, була повністю перероблена та вдосконалена система руху машин, додані нові дороги, додані нові види транспорту, такі як: монорейкова дорога, пороми, канатні дороги, дирижаблі тощо. |
| 5  | Green Cities        | 19 жовтня 2017    | Доповнення Green Cities було анонсовано в серпні 2017 року, й дозволяє гравцю впроваджувати принципи, пов'язані зі сталим розвитком міст, такими як дахи із сонячними панелями, електромобілі та інші екологічні вдосконалення. |
| 6  | Parklife            | 24 травня 2018    | Доповнення Parklife надає гравцю можливість самому будувати різноманітні парки розваг, національні парки, зоопарки та звичайні парки. Гравець може засновувати величезні парки на власний розсуд, розміщаючи там різноманітні споруди, стежки, створюючи маршрути для туристів тощо. Також були додані нові міські політики, новий вид транспорту — автобус для туристів, та багато іншого. |
| 7  | Industries          | 23 жовтня 2018    | Анонсовано 11 жовтня 2018 року (разом із текстовою інформацією, того ж дня було випущено відео-анонс майбутнього розширення на YouTube каналі видавця гри). Доповнення зосереджується на оновленні промислових районів: додавання нових типів споруд (унікальні фабрики, складські комплекси, вантажні аеропорти, поштові відділення тощо), розміщення вузькоспеціалізованих районів, додавання трьох нових промислових політик та чотирьох загальноміських (WiFi, «Об'єднання робітників», Логістика та інших). Було додано й п'ять нових гральних мап, з багатими запасами різноманітних копалин. Разом із розширенням вийшло і безкоштовне оновлення, яке надає гравцю можливість будувати платні автомобільні дороги, які зменшуватимуть швидкість руху автомобілів, проте місто отримуватиме додаткові надходження до бюджету. Також, гравець зможе позначати історичні споруди й матиме можливість створювати власні списки імен для громадян, районів та будинків. |
| 8  | Campus              | 21 травня 2019    | Доповнення було анонсовано 9 травня 2019 року. |
| 9  | Sunset Harbour      | 26 березня 2020   | Представлене 19 березня 2020, доповнення спрямоване на поліпшення транспортної системи та розширення ігрового процесу, пов'язаного із водним середовищем. З однієї сторони, нове доповнення додає нову індустрію рибовиловлення (рибальські човни, ферми на воді тощо) разом із доданням чотирьох нових промислових політик. З іншої сторони, доповнення вдосконалює наявну у відеогрі систему транспорту, додавши систему міжміських перевезень, тролейбуси, нові транспортні хаби, що слугуватимуть місцем відправленням для одночасно кількох видів транспорту, перевезення гелікоптерами, можливість звести Авіаційний клуб, який поліпшить привабливість міста та підвищувать рівень розважливості містян тощо. Серед головних особливостей доповнення також є можливість розбудовувати не лише підземний метрополітен, а й наземний, споруджувати нові медичні заклади, нові центри перероблювання відходів та нові водоочисні споруди, що дають змогу очищати стічні води для повторного використання. Також було додано п'ять нових мап, побудованих у різних кліматичних умовах. Анонсування доповнення супроводжувалося випуском відповідного трейлеру. Sunset Harbour вийшов для комп'ютерів із операційною системою Microsoft Windows, macOS, Linux та гральних консолей Xbox One, PlayStation 4 разом із випуском нової відеоігрової радіостанції та додатковим розширенням (англ. Content Creator Pack). |
| 10 | Airports            | 25 січня 2022     | Доповнення було анонсовано 10 грудня 2021 року. За допомогою цього розширення було додано широкий спектр нових об’єктів для аеродрому. |
| 11 | Plazas & Promenades | 14 вересня 2022   | Доповнення було анонсовано 22 серпня 2022 року і акцент робився на екології. Додано пішохідні вулиці, зони без авто й сучасні площі. |
| 12 | Financial Districts | 13 грудня 2022    | Доповнення було анонсовано 8 листопада 2022 року. і включає мінідоповнення «Фінансові райони», що додає нову функцію «Інвестиції» та понад 100 ігрових об’єктів. Підніміть економіку свого міста, побудуйте фінансовий район та інвестуйте в промисловість. Фінансові райони – це мінідоповнення від Colossal Order, що додає нову функцію «Інвестиції» та понад 100 ігрових об’єктів. |

Таблиці нижче можуть мати не повну інформацію та помилки!
|   | Назва     | Дата випуску   | Опис |
| - | --------- | -------------- | --- |
| 1 | Match Day | 9 червня 2016  | Match Day — безкоштовне доповнення, котре додає футбольний стадіон. |
| 2 | Concerts  | 17 серпня 2017 | Маленьке доповнення, Concerts, додає можливість для гравців розмістити в їх місті сцену, яку гравець може редагувати, де будуть відбуватися різноманітні концерти, фестивалі тощо. |
| 3 |           |                | |

|   | Назва                                               | Дата випуску   | Опис |
| - | --------------------------------------------------- | -------------- | --- |
| 1 | Cities: Skylines - Content Creator Pack: Map Pack 2 | 13 грудня 2022 | Знайти натхнення для будування різноманітних міст можна в наборі «Map Pack 2» від модера Sidai. Набір Content Creator містить 10 мап із різними біомами, наприклад: тайга, пустеля, тропіки та зона помірного поясу. |
| 2 |                                                     |                | |
| 3 |                                                     |                | |

## Оцінки й відгуки

### Продажі
8 березня 2018 року розробники повідомили, що було продано понад 5 мільйонів копій відеогри для Microsoft Windows, macOS та Linux. З цієї нагоди Cities: Skyliness отримала безкоштовне оновлення, тематично пов'язане з відеогрою «Surviving Mars», що вийшла 15 березня того ж року.